# Le Tour du monde en avion
 (mai 2017).
Si vous disposez d'ouvrages ou d'articles de référence ou si vous connaissez des sites web de qualité traitant du thème abordé ici, merci de compléter l'article en donnant les références utiles à sa vérifiabilité et en les liant à la section « Notes et références ».
Pour plus de détails, voir Fiche technique et Distribution.
Le Tour du monde en avion (Aviation Vacation) est un dessin animé américain de la série Merrie Melodies, réalisé par Tex Avery sur un scénario de Dave Monahan, et sorti en 1941. 

## Synopsis
Ce cartoon, à la charnière de la période Warner Bros et de la période MGM de Tex Avery, est comme plusieurs autres qui l'ont précédé (The Isle of Pingo Pongo Cross country Detours Detouring America )  une parodie de documentaire à visée  didactico - touristique . Tex Avery avait pour tête de turc favorite un producteur de documentaires (classique des premières partie de programme, comme les dessins animés) nommé James A Fitzpatrick dont les courts métrages très léchés se terminaient le plus souvent par un coucher de soleil sirupeux à souhait
Le thème est une croisière touristique en avion autour du monde. L'appareil assez semblable à un Douglas DC3 (le dernier cri de la technique aéronautique en 1941) est doté de caractéristiques surprenantes : A l'appel de l'embarquement , une foule qui tiendrait difficilement dans un moderne Airbus 380 s'entasse à bord (le véritable DC3 avait une capacité de 14 passager en version couchettes pour vol de nuit et de 24 en configuration vol de jour avec fauteuils). Au décollage, il bat des ailes comme un oiseau, et la navigation au-dessus des États-Unis, sans aides radio électriques, s'effectue en rase mottes , en suivant une ligne de chemin de fer... et les ailes se replient pour passer dans les tunnels ferroviaires.
Il commence par survoler la " Californie ensoleillée" (le plan étroit montre un soleil resplendissant dans un ciel bleu mais un travelling arrière révèle un petit rectangle de beau temps au milieu d'un ciel gris et pluvieux). Les pilotes se gardent bien de voler aux instruments (le commentaire s'en vante sur un ton sans réplique) et suivent une ligne ferroviaire- Cf Supra- (allusion probable à la compagnie Eastern Airlines dont le directeur technique, l'ancien as de 14-18 Eddie Rickenbacker tenait à employer ce qu'il considérait comme de "véritables aviateurs" , refusa toujours les systèmes de pilotage automatique et se méfiait des aides radioélectriques et du vol aux instruments.)
L'appareil survole à basse altitude le mémorial du Mont Rushmore où sont sculptées les statues titanesques de Washington, Jefferson, Abraham Lincoln et Theodore Roosevelt mais Tex Avery y a ironiquement rajouté les candidats à l'élection présidentielle de l'année 1940 Wendell Wilkie (républicain) et Franklin Roosevelt (Démocrate et Président en exercice).
Première escale : " l'Ile d'Emeraude", autrement dit l'Irlande ou un crooner en costume folklorique interprète d'une voix de miel la célèbre romance  "When Irish eyes are smiling" Un cheveu en surimpression s'agite sur la pellicule...Visiblement en fureur, le chanteur interrompt son récital et exige avec une voix d'adjudant qu'on retire ce cheveu perturbateur (ce qui est fait par une main en ombre chinoise, une des signatures de gags de Tex Avery qui adorait "briser le 4° mur") avant de reprendre sa roucoulade.
L'appareil , Eastbound (cap à l'Est) croise son frère jumeau West bound (cap à l'ouest) en le frôlant de près (la bande son restitue les cliquetis de rails caractéristiques de deux trans se croisant à faible vitesse), puis se met à "nager" en se tortillant comme un poisson, au rythme d'une valse viennoise.
L'appareil aborde ensuite l'Afrique "la plus noire" où les gags sont basés sur des stéréotypes de "bons nègres primitifs" et ont été de ce fait souvent censurés (Cf Infra) on voit également trois autruches s'enterrer la tête sous le sable , sur quoi survient une quatrième autruche particulièrement stupide qui se demande "Où est passé tout le monde?", on assiste aussi à l'éclosion de "merveilleux papillons tropicaux aux chatoyantes couleurs de l'arc en ciel", mais un des cocons révèle une mite particulièrement souffreteuse qui dit d'un ton misérable "je suis convalescente".
L'appareil prend le cap du retour vers "les bons vieux États-Unis", il est affecté d'un roulis hollandais prononcé et semble parcourir le ciel avec la démarche d'un ivrogne.
A l'arrivée à New-York un épais brouillard oblitère toute visibilité et la tour de contrôle demande aux pilotes de faire des ronds dans le ciel au dessus de l'aérodrome, puis le brouillard se lève après un long suspense...pour révéler l'appareil suspendu avec d'autres avions-jouets sur un manège du parc d'attractions Luna Park de Coney Island au son du thème musical des Merry Melodies (les cartoons de la Warner) intitulé "The merry-go-round broke down" (Le manège est tombé en panne).

## Fiche technique
- Réalisation : Tex Avery
- Scénario : Dave Monahan
- Production : Leon Schlesinger Studios
- Musique originale : Carl W. Stalling
- Montage et technicien du son : Treg Brown (non crédité)
- Durée : 7 minutes
- Pays : États-Unis
- Langue : anglais
- Distribution : 1941 : Warner Bros. Pictures
- Format : 1,37 :1 Technicolor Mono
- Date de sortie : 
  - États-Unis : 2 août 1941

## Censure
Lorsque ce dessin animé fut diffusé sur Cartoon Network, deux scènes entières de stéréotypes raciaux ont été coupées. L'une des scènes expose un natif africain utilisant une sarbacane tirant des fléchettes empoisonnées. Le commentaire, pontifiant, vante la létalité de son arme et la précision de son tir, en fait il vise une cible d'exercice et la rate magistralement ce qui lui attire une remarque désobligeante de la part d'un autre natif, nonchalamment accoté à la cible. L'autre scène montre des indigènes africains qui communiquent par Tam-Tam. Un indigène demande à un autre, "Uh, qu'est-ce qu'il dit ?" L'autre natif dit (imitant le son du tambour), "Uh, dit-il," Boom-ditty-boom-ditty-boom-boom-boom-boom, ditty-boom-ditty-boom-ditty-boom-boom-boom -boom. sur quoi le roi ou chef de tribu (avec un archétypique os dans le nez prend un air surpris et scandalisé).

## Animateurs
- Robert Cannon
- Virgil Ross (non crédité)
- Charles McKimson (non crédité)
- John Didrik Johnsen (décors) (non crédité)

## Musique
- Carl W. Stalling, directeur de la musique
- Milt Franklyn, orchestration (non crédité)